# Миллинхаген-Эбелиц
Миллинхаген-Эбелиц (нем. Millienhagen-Oebelitz) — община в Германии, в земле Мекленбург-Передняя Померания.
Входит в состав района Северная Передняя Померания. Подчиняется управлению Францбург-Рихтенберг. Население составляет 358 человек (на 31 декабря 2010 года). Занимает площадь 25,49 км².